# Arūnas Žebriūnas
Arūnas Žebriūnas, né le 8 août 1931 à Kaunas et mort le 9 septembre 2013 à Vilnius, est un réalisateur lituanien et soviétique.

## Filmographie
Sauf indication contraire, les informations mentionnées dans cette section peuvent être confirmées par la base de données cinématographiques IMDb,  présente dans la section « Liens externes ».
- 1959 : Héros vivants (ru) (Gyvieji didvyriai)
- 1961 : Canonnade (ru) (Kanonada) en collaboration avec Raimondas Vabalas
- 1965 : La Fille à l'écho (Paskutinė atostogų diena)
- 1966 : Le Petit Prince (Mažasis princas)
- 1969 : La Belle (Gražuolė)
- 1973 : Domas le rêveur (Naktibalada)
- 1973 : La Mariée du diable (Velnio nuotaka)
- 1976 : Priklioutchenia Kalle-sychtchika (ru) (Приключения Калле-сыщика)
- 1978 : Pain aux noix (ru) (Riesutu duona )
- 1980 : Voyage au paradis (Kelione i roju)
- 1982 : Le Riche et le Pauvre (Богач, бедняк…), série télévisée
- 1986 : Igra khameleona (ru) (Игра хамелеона), téléfilm
- 1988 : L'Heure de la pleine lune (ru) (Час полнолуния, Tchas polnolouniya)

## Distinctions
Sauf indication contraire, les informations mentionnées dans cette section peuvent être confirmées par la base de données cinématographiques IMDb,  présente dans la section « Liens externes ».
- Locarno Festival 1965 : prix du jury pour La Fille à l'écho[1]
- Sidabrinė gervė 2020 : Auksinė gervė (« Grue d'or ») - prix d'honneur pour l'ensemble de sa carrière